# 태풍 길다 (1974년)
1974년 제8호 태풍 길다(GILDA)는 한반도 남동해안을 훑고 지나가면서 대한민국에서만 28명의 사망·실종자를 야기한 태풍이다. 일본의 사망·실종자 수는 총 111명에 이르렀다.

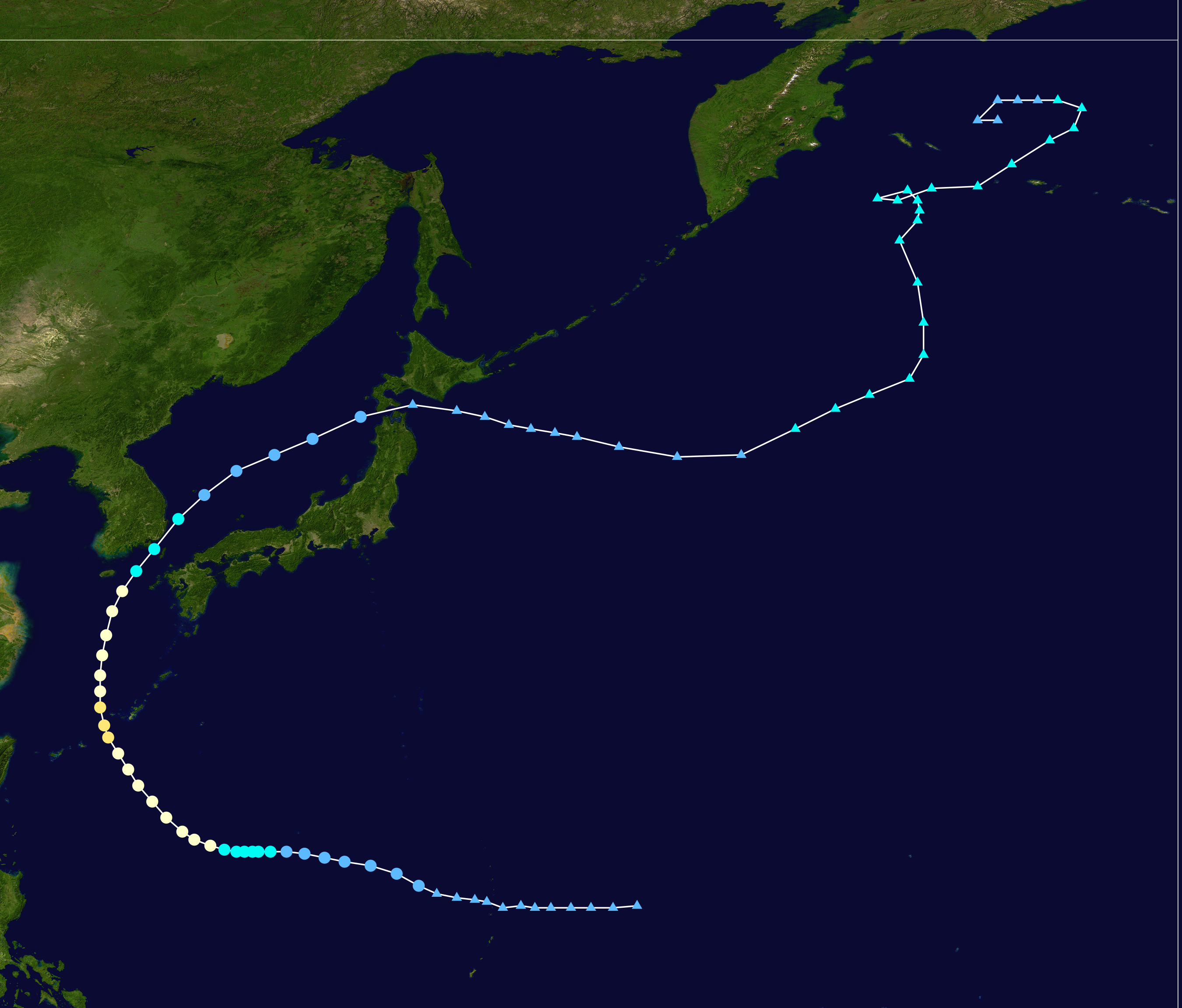
태풍 길다의 이동 경로

## 주요 관측값

### 최저해면기압
- 서귀포 980.1hPa
- 부산 984.9hPa
- 울산 985.3hPa
- 통영 987.2hPa
- 제주 987.3hPa
- 여수 987.8hPa
- 포항 990.3hPa

### 최대풍속
- 포항 21.7m/s
- 여수 20.7m/s
- 통영 20.7m/s
- 서귀포 20.0m/s
- 부산 18.3m/s
- 제주 17.7m/s
- 영덕 17.0m/s

### 최대순간풍속
- 서귀포 34.8m/s
- 부산 33.4m/s
- 여수 30.2m/s
- 포항 29.7m/s
- 제주 26.8m/s
- 통영 26.5m/s
- 울산 25.0m/s

### 일최다강수량
- 거제 189.7mm
- 남해 151.7mm
- 제주 147.8mm
- 울산 137.6mm
- 포항 137.1mm

### 총 강수량 (7월 6~7일)
- 포항 226.9mm
- 거제 224.7mm
- 울산 165.6mm
- 남해 153.1mm
- 제주 148.2mm